# Genovesatangara
Genovesatangara (Geospiza acutirostris) är en fågelart i familjen tangaror inom ordningen tättingar.

## Utbredning och systematik
Fågeln förekommer endast på ön Genovesa i Galápagosöarna. Den betraktades tidigare som en underart av spetsnäbbad tangara (Geospiza difficilis). 

## Status
Den kategoriseras av IUCN som sårbar.

## Namn
Denna art tillhör en grupp fåglar som traditionellt kallas darwinfinkar. För att betona att de inte tillhör familjen finkar utan är istället finkliknande tangaror justerade BirdLife Sveriges taxonomikommitté 2020 deras namn i sin officiella lista över svenska namn på världens fågelarter.